# Caroline von Seth
Caroline Alexandra Gertrud Elisabeth von Seth, född 24 juni 1999 i Johannes församling i Stockholm, är en svensk centerpartistisk politiker. 

## Politisk karriär
von Seth var mellan maj 2023 och mars 2025 ordförande för Centerpartiets ungdomsförbund (CUF). Hon efterträdde Réka Tolnai, och var dessförinnan förbundets vice ordförande samt utbildnings- och kulturpolitisk talesperson. von Seth har primärt varit drivande inom både ungdomsförbundet och partiet i utbildningsfrågor. Hon är utbildad gymnasielärare i svenska och historia och avlade examen vid Stockholms universitet.

## Familj
Caroline von Seth är dotter till bokförläggaren greve Thomas von Seth och Alexandra von Seth samt barnbarnsbarn till Torgil von Seth.